# 江南街道 (阆中市)
江南街道，是中华人民共和国四川省南充市阆中市下辖的一个乡镇级行政单位。2019年10月，撤销裕华镇和垭口乡，将其所属行政区域划归江南街道管辖。

## 行政区划
江南街道下辖以下地区：
江南社区、阆南桥社区、鹤长村、瓦房沟村、眉山村、五里村、金银观村、龙潭村、元山子村、白佛场村、白溪村和奎星村，观牧寺村、庙垭村、三合村、陈垭村、望水村、涧溪口村和神隍垭村，城隍垭村、七宝村、千佛岩村、明垭子村、老土地村、玉清村、钟山村、二龙宫村和永乐村。